# Condado de Hall (Nebraska)
O Condado de Hall (em inglês:  Hall County) é um dos 93 condados do estado norte-americano de Nebraska. A sede e maior cidade do condado é Grand Island. Foi fundado em 1858.
O condado possui uma área de 1 430 km², dos quais 1 415 km² estão cobertos por terra e 15 km² por água, uma população de 58 607 habitantes, e uma densidade populacional de 41,4 hab/km² (segundo o censo nacional de 2010). É o quarto condado mais populoso de Nebraska.